# Zenobio (sofista)
Zenobio (in greco antico: Ζηνόβιος?, Zēnóbios; in latino Zenobius; fl. II secolo) è stato un filosofo greco antico.

## Biografia
Di Zenobio è noto solo, tramite la voce del lessico Suda, che avrebbe svolto l'attività di sofista, con particolare attenzione a quella di insegnante di retorica a Roma durante il regno dell'imperatore Adriano (117-138)

## IProverbi
Zenobio fu autore di una raccolta di proverbi in tre libri, ancora esistente in una forma abbreviata, compilata, secondo la Suda, da Didimo Calcentero e da Lucillo di Tarra. Nell'opera i proverbi sono messi in ordine alfabetico e in gruppi di centinaia: questa raccolta fu stampata per la prima volta da Filippo Giunti a Firenze nel 1497.
In realtà, sembra che questo tipo di raccolta sia stato rimodulato e, probabilmente, epitomato in età bizantina, visto che un recente papiro mostra che l'originale era molto più ampio e ricco di citazioni, nonché ordinando i proverbi per generi letterari.
Sempre secondo la Suda, Zenobio sarebbe stato anche autore di una traduzione greca delle opere di Sallustio, andata perduta, e di una poesia genetliaca per l'imperatore Adriano.